# Río Altmühl
El río Altmühl (pronunciación en alemán: /ˈaltˌmyːl/ⓘ) es un río de Alemania que discurre por el estado de Baviera. Se trata de un afluente del río Danubio de unos 230 km de longitud.
La fuente del Altmühl está situada cerca de la ciudad de Ansbach. Desde aquí, el río corre hacia el sudeste, como un arroyo estrecho para entrar en el Altmühlsee (un lago) al norte de Gunzenhausen. Después de salir de Gunzenhausen, el río describe una amplia curva a través del Jura Francón. Entra en el parque natural Valle Altmühl, famoso por su belleza natural: los meandros del río Altmühl han cortado profundas gargantas en las montañas del Jura Francón.
El Altmühl pasa las ciudades de Treuchtlingen (13 124 hab. en 2006), Eichstätt (13 721 hab.) y Beilngries (8 680 hab.). Después de Dietfurt, el curso del río se endereza y se integra en un canal que conecta el Main y el Danubio (el canal Rin-Main-Danubio). A pesar de las protestas de los conservacionistas, este canal fue inaugurado en 1992 y ha destruido gran parte de la belleza de la parte oriental del valle Altmühl.
El Altmühl finalmente desagua en el río Danubio en Kelheim (15 656 hab.).